# Liste der Kulturgüter in Morcote
Die Liste der Kulturgüter in Morcote enthält alle Objekte in der Gemeinde Morcote im Kanton Tessin, die gemäss der Haager Konvention zum Schutz von Kulturgut bei bewaffneten Konflikten, dem Bundesgesetz vom 20. Juni 2014 über den Schutz der Kulturgüter bei bewaffneten Konflikten sowie der Verordnung vom 29. Oktober 2014 über den Schutz der Kulturgüter bei bewaffneten Konflikten unter Schutz stehen.
Objekte der Kategorien A und B sind vollständig in der Liste enthalten, Objekte der Kategorie C fehlen zurzeit (Stand: 1. Januar 2023).

## Kulturgüter
| Foto |                                                                                          | Objekt | Kat. | Typ | Standort                                 | Beschreibung |
| ---- | ---------------------------------------------------------------------------------------- | --- | ---- | --- | ---------------------------------------- | ------------ |
| ja   | Datei hochladen · Wikidata zu Pfarrkirche Santa Maria del Sasso (Q3673776)               | Pfarrkirche Santa Maria del Sasso / Chiesa parrochiale di Santa Maria del Sasso KGS-Nr.: 05628                            | A    | G   | Sentée da la Gesa 458a.99 714466 / 86795 |              |
| ja   | Datei hochladen · Wikidata zu Oratorium Sant’Antonio da Padova und Pfarrhaus (Q3884806)  | Oratorium Sant’Antonio da Padova und Pfarrhaus / Oratorio Sant’Antonio da Padova e casa parrochiale KGS-Nr.: 05629        | A    | G   | Sentée da Campanin 714424 / 86820        |              |
| ja   | Datei hochladen · Wikidata zu Monumentalfriedhof (Q29527452)                             | Monumentalfriedhof / Cimitero monumentale KGS-Nr.: 05632                                                                  | A    | G   | Sentée dal Porcelin 714513 / 86868       |              |
| ja   | Datei hochladen · Wikidata zu Parco Scherrer (Q29527461)                                 | Parco Scherrer KGS-Nr.: 09496                                                                                             | A    | G   | Riva di Pilastri 714210 / 86900          |              |
| ja   | Datei hochladen · Wikidata zu Kapelle Sant’Antonio Abate mit Monumentaltreppe (Q3672677) | Kapelle Sant’Antonio Abate mit Monumentaltreppe / Cappella di Sant’Antonio Abate con scalinata monumentale KGS-Nr.: 10290 | A    | G   | Strada da Sora 2 714456 / 86730          |              |
| ja   | Datei hochladen · Wikidata zu Gemeindehaus Morcote (Q29884560)                           | Gemeindehaus / Casa comunale KGS-Nr.: 05631                                                                               | B    | G   | Riva da Sant Antoni 10 714421 / 86735    |              |
| ja   | Datei hochladen · Wikidata zu Torre del Capitano (Q29884563)                             | Torre del Capitano KGS-Nr.: 12001                                                                                         | B    | G   | Riveta da la Tor 18 714742 / 86824       |              |